# 파나소닉 루믹스 DMC-G10
파나소닉 루믹스 DMC-G10는 2010년 3월 8일에 출시한 파나소닉 미러리스이다. 거의 모든 기능이 파나소닉 G2와 일치한다고 한다 